# Lycia zonaria
Lycia zonaria là một loài bướm đêm trong họ Geometridae.

## Hình ảnh

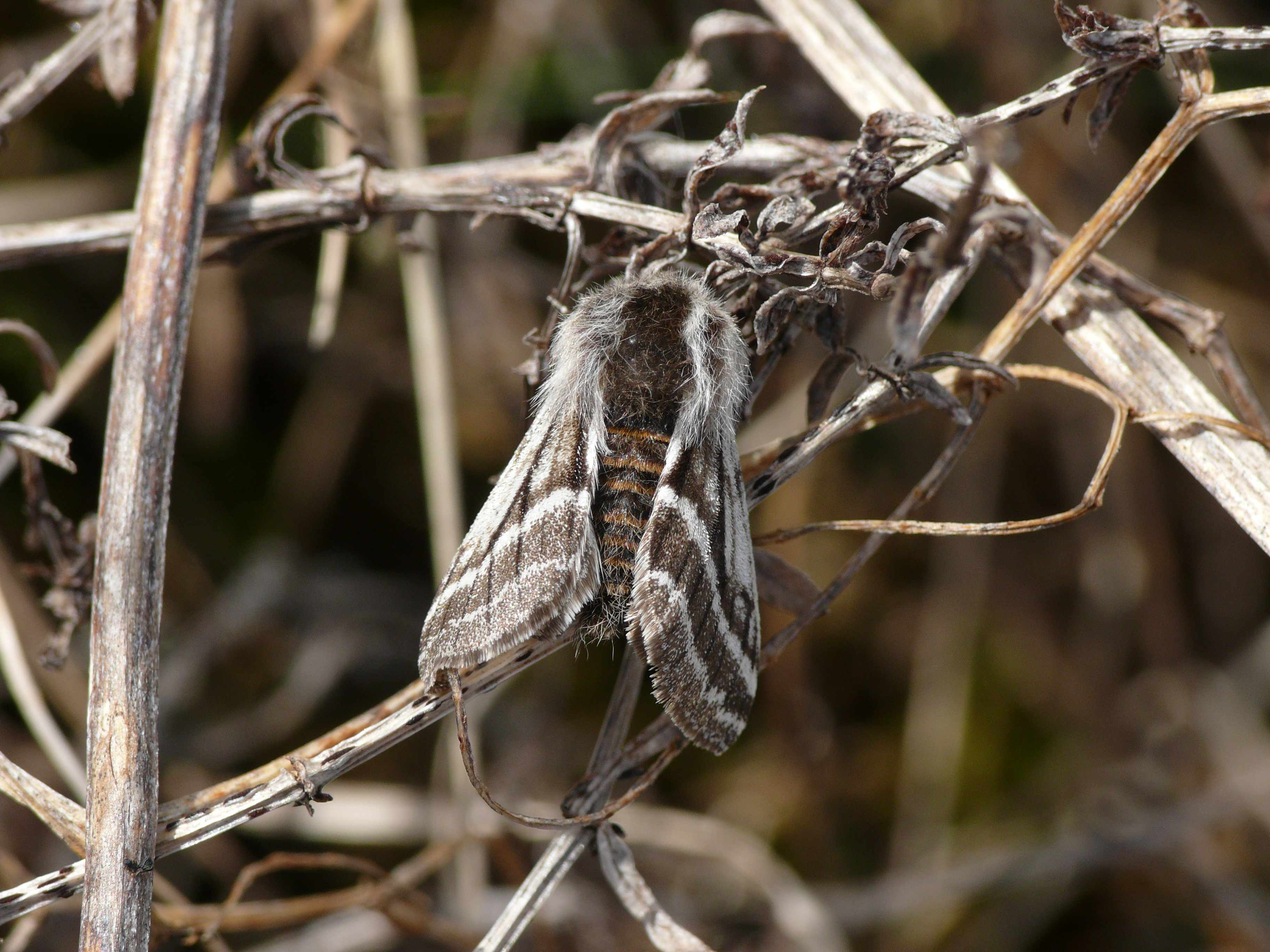
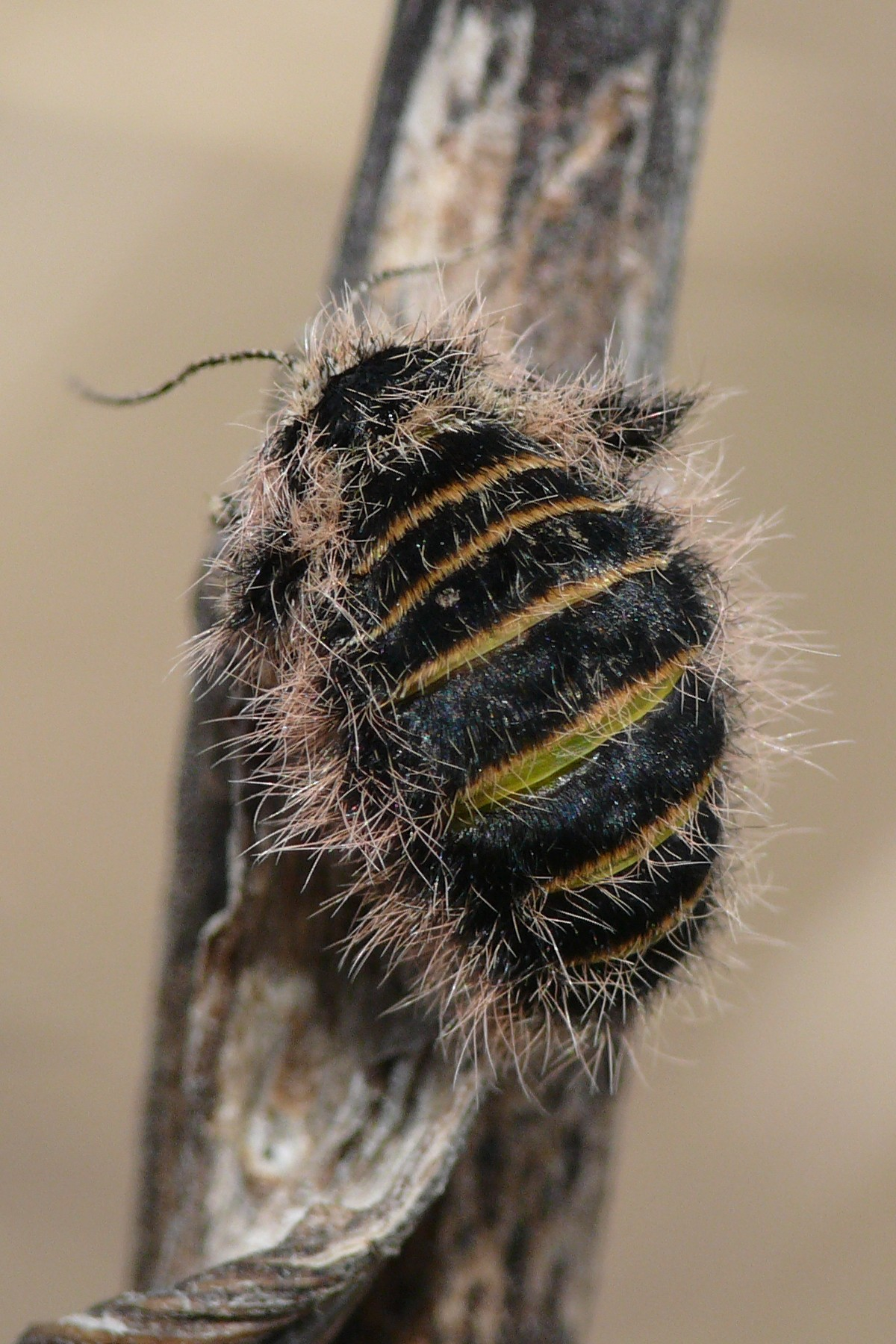
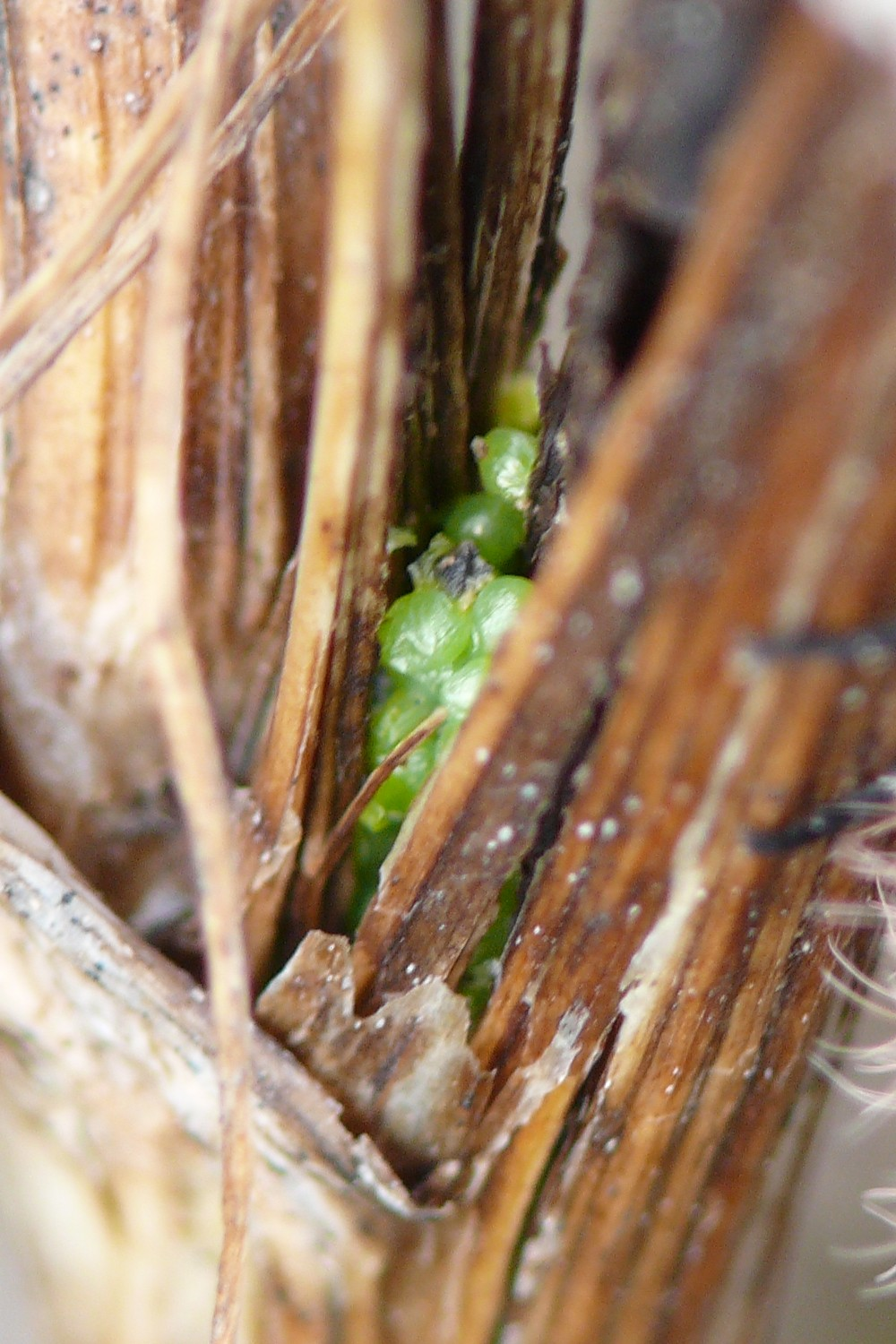
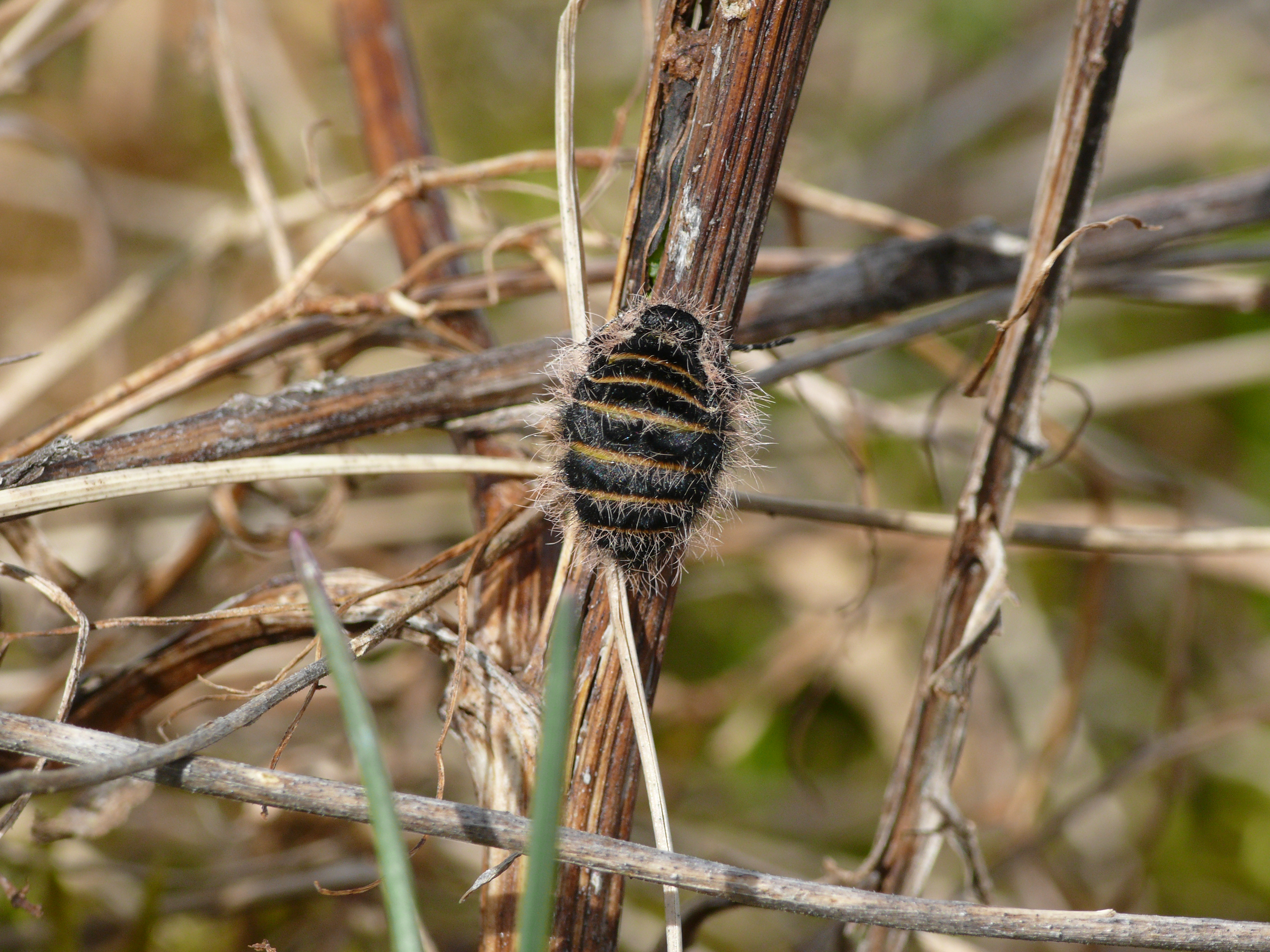